# Districtul Hajdúhadház
Hajdúhadház (în maghiară Hajdúhadházi járás) este un district în județul Hajdú-Bihar, Ungaria.
Districtul are o suprafață de 137,02 km2 și o populație de 22.328 locuitori (2013).